# سيف الصحراء
سيف الصحراء (بالإنجليزية: Desert Sword)‏ هو فريق عراقي خيالي من المتحولين، يظهر في الكتب المصورة الأمريكية التي تنشرها مارفل كومكس. أول ظهور للفرقة كان في المتحولون الجدد السنوي #7.

## السيرة الذاتية الخيالية
سيف الصحراء صمم ليكون فريق عراقي عسكري خارق بقيادة الريح العاتية Sirocco. يشمل الفريق الأصلي الريح العاتية وأمينيدي، الملثمة ورازر الأسود، حتى  الفارس العربي أجبر على الانضمام للفريق. ومع ذلك كان الفارس العربي عميلاً مزدوجاً يعمل مع البانتيون. أول مهمة سجلت لفريق سيف الصحراء كانت منع فريق قوة الحرية من تحرير عالم ألماني يدعى راينولد كورتزمان في الكويت. وصلوا قبل قوة الحرية وتمكنوا من تأمين راينولد كورتزمان. لتحقيق هدفهم انتظروا قوة الحرية وباغتوهم. وفي المعركة التي تلت ذلك تمكن أمينيدي من قطع رأس سوبر سايبر وقطع الذراع اليمنى للكوماندوز القرمزي قبل أن تتمكن قوة الحرية من القبض على راينولد كورتزمان وتتراجع. يتمكن سيف الصحراء من استعادة الألماني، ولكن يقتله بايرو قبل أن يتمكن من إعطاء العراقيين السلاح النووي. غاضبين على فشل مهمتهم الفريق يضغط الفريق بالاعتداء ضد أبطال أمريكا مما يتسبب في جعل أفالانشي والكوماندوز محاصرين في حقل ألغام. ويتمكن بايرو خلال المناوشات من قتل الملثمة و يطعن بلوب عدة مرات من قبل الفارس العربي والرازر الأسود. يائساً ومجروحاً يحول بلوب مجرى المعركة ويتمكن من جرح الفارس العربي بسيفه. يتمكن كل من أفالانشي والكوماندوز القرمزي من حقل الألغام وتزداد حالة الكوماندوز سوءاً. وأخيرا يتخذ أفالانشي قرار أخذ الكوماندوز إلى النقطة المعينة والحفاظ على سلامته، تاركاً كل من بلوب و بايرو الذين يتم القبض عليهم في وقت لاحق من قبل سيف الصحراء.
بينما هم سجناء يجبر كل من بلوب و بايرو للخدمة بمثابة حراس النخبة العسكرية العراقي حتى قدوم العلجوم لتحريرهم من أجل أن ينضموا إلى أخوية المتحولين الأشرار. ويتضح في وقت لاحق أن أمينيدي يقتل من قبل فيروس الأرث. تلتأم جروح الفارس العربي و يخوض معركة ضد جندي كيميائي أمريكي يطلق على نفسه اسم العاصفة الرملية Sandstorm، ويعارض زميله عضة البانثيون في قضية التطهير العرقي في البوسنة. يقتل الفارس العربي بصورة غير مباشرة بواسطة مسخ قوي يسمى حمص سابين Humus Sapien. ويبقى الرازر الأسود والريح العاتية الأعضاء الوحيدين النشطين.

## الأعضاء
- أمينيدي Aminedi: متحول ذو سرعة خارقة، مما يسمح له أن يولد رياح قاطعة يمكنها قطع المواد الصلبة.
- الفارس العربي Arabian Knight: يملك سيف ذهبي وحزام، ووشاح قادر على التمدد و إصلاح نفسه، وبساط سحري يمكن أن يحلق في الهواء.
- الرازر الأسود Black Raazer: كيان خالد, قوة معززة، السحر ، شفرة سحرية يمكنها سرقة طاقة الحياة و حجم الآخرين.
- الريح العاتية Sirocco: متحول، متلاعب بأنماط الطقس يصنع دوامات الهواء المتداخلة.
- الملثمة Veil: متحولة يمكنها إطلاق مادة كيميائية من جلدها يتفاعل مع الجو لإنشاء سماكة، يتصاعد الضباب الذي يقنع تحركاتها.